# Mussaka
Mussaka ou Mosaka est une localité du Cameroun, située dans l'arrondissement de Buéa, le département du Fako et la région du Sud-Ouest.

## Population
En 1953, Mussaka avait 68 habitants. En 1967, Mussaka comptait 41 habitants, principalement des Bakweri. Lors du recensement de 2005, on a dénombré 875 personnes.